# Theodor Lehmus
Adam Theodor Albert Franz Lehmus (* 2. Dezember 1777 in Soest; † 18. August 1837 auf einer Reise nach Nürnberg) war ein lutherischer Pfarrer und Theologe.

## Leben
Theodor Lehmus war ein Enkel des Kinderlieddichters Johann Adam Lehmus und ein Sohn des Gymnasiallehrers und späteren Pfarrers Christian Balthasar Lehmus (1749–1814). Er studierte ab 1796 Theologie an der Friedrichs-Universität Halle und der Universität Jena. 
Lehmus wurde 1800 Diakon in Dinkelsbühl und 1807 Stadtkaplan in Ansbach. Ab 1819 war er dort Pfarrer an St. Johannis und Dekan des Dekanats Ansbach sowie Religionslehrer am Ansbacher Gymnasium. Von 1825 bis 1831 vertrat er den Rezatkreis in der Abgeordnetenkammer des Königreichs Bayern.
Er war von Johann Gottlieb Fichte, aber auch von Karl Daub, Philipp Konrad Marheineke, Henrik Steffens, Gotthilf Heinrich von Schubert, Georg Wilhelm Friedrich Hegel und Friedrich Schelling beeinflusst. Er neigte dann durch die Beschäftigung mit Johann Georg Hamann, vom gemäßigten Rationalismus kommend, zur (gemäßigt konfessionellen) neulutherischen Erfahrungstheologie. Er wurde Mitarbeiter am Homiletisch-Liturgischen Correspondenzblatt  (HLC) und war dort gefürchtet als »Schrecken aller Rationalisten«. In den 1820er Jahren wurde Lehmus in Erlangen viel gelesen und so zu einem Wegbereiter der Erlanger Theologie. Sein Schwiegersohn Gottfried Thomasius setzte ihm in seinem Buch Das Wiedererwachen des evangelischen Lebens in der lutherischen Kirche Baierns (1867) ein Denkmal.